# 李稚华
李稚华（498年—564年7月21日），陇西郡狄道县（今甘肃省定西市临洮县）人，出自陇西李氏仆射房，北魏侍中、司空、尚书仆射、清渊侯李冲的幼女，西魏冯翊王元季海的王妃。

## 生平
李稚华嫁给了太尉参军事元季海，李稚华因为是魏孝庄帝元子攸的姨母，获赐爵为郡君。尔朱荣掌权后灾祸刚开始，李稚华劝元季海外任地方官以躲避嫌隙，等到魏孝庄帝被杀，元季海果然因为在外地而得以幸免于难。
元季海随魏孝武帝元修入关时，李稚华与年仅几岁的儿子元亨留在洛阳，与之分隔。因为元季海在西魏为官，高欢便将李稚华母子禁锢起来。李稚华素有智谋，谎称受冻挨饿，请求去有粮食吃的鲁阳。东魏方面认为鲁阳离关西还很远，李稚华母老子幼，不加怀疑，于是答应了李稚华的请求。李稚华暗中请求当地的豪强李长寿帮助，携带元亨和失去父母的侄子元世绪等八人以及丈夫的姐姐元华光，偷偷的从乡野间行进到长安。宇文泰见到他们后非常高兴，又因为元亨是功臣的儿子，宇文泰给予优厚待遇且礼貌周到。
元钦被立为西魏太子时，娶宇文泰长女宇文氏为太子妃，李稚华被选为太子妃的内傅，若干皇后时期，又选李稚华为保母。北周保定四年六月廿七日（564年7月21日），李稚华去世，虚岁六十七，保定四年八月廿三日（564年9月14日）葬于小陵原。其墓志铭全称为《魏故司空尚书令留守大都督冯翊简穆王妃墓志铭》，由王褒书写。

## 家庭

### 父母
- 李冲，北魏侍中、司空、尚书仆射、清渊侯，赠司徒、相州刺史、谥号文穆[7]
- 荥阳郑氏，刘宋散骑常侍，北魏冠军将军、豫州刺史、阳武靖侯郑德玄之女[1]

### 兄弟姐妹
- 李延寔，北魏持节、督光州诸军事、左将军、光州刺史、清渊县开国侯[1]
- 李休纂，北魏太子舍人[1]
- 李延考，北魏太尉外兵参军[1]
- 李长妃，嫁北魏使持节、镇北将军、相州刺史、文恭子荥阳郑道昭[1]
- 李仲玉，嫁北魏司徒主簿荥阳郑洪建[1]
- 李令妃，嫁北魏使持节、抚军、青州刺史、文子范阳卢道裕[1]
- 李媛华，嫁北魏彭城王元勰[1]
- 李稚妃，嫁北魏轻车将军、尚书郎中、朝阳伯、清河崔勗[1]

### 子女
- 元亨，长子，平凉宣公[7]
- 元俭，次子，乌水县公[7]
- 昌宁郡主，长女，嫁大将军、延寿公于寔[7]
- 元媛柔，次女，出家[7]
- 元氏，三女，嫁柱国、安武公李穆[7]